# Odette Fabius
Pour les articles homonymes, voir Fabius.
Odette Fabius est une résistante française, née le 2 novembre 1910 à Paris où elle est morte le 1er juin 1990. Elle est rescapée du camp de concentration de Ravensbrück.

## Biographie

### Enfance et famille
Odette Schmoll est née dans une famille de Juifs non pratiquants, mais respectueux des traditions. Son père, Louis Maurice Schmoll (né en 1872, mort assassiné à Auschwitz-Birkenau en 1943), est un avocat réputé de la Cour d'appel de Paris ; sa mère, née Émilie Rodrigues-Ély (1882-1937), est issue d'une vieille famille de la bourgeoisie bayonnaise et compte parmi ses ancêtres maternels le célèbre Abraham Furtado.
Elle connaît une enfance heureuse dans l'appartement familial de la rue de Ponthieu. Elle est élevée, avec son frère, Robert, dit « Bobby », son aîné de deux ans, par une gouvernante anglaise, Alice Darling, dite « Nanny », que leurs parents, soucieux de leur faire apprendre dès le plus jeune âge la langue de Shakespeare, sont allés chercher à Londres. La jeune Odette suit des études secondaires dans un cours privé et obtient le baccalauréat à 17 ans. Elle s'inscrit ensuite à l'École du Louvre. En septembre 1929, elle fait la connaissance de l'antiquaire Robert Armand Fabius (1900-1978), avec lequel elle se marie le 17 février suivant. Ils divorceront en 1955.

### Engagement dans la Résistance
Odette Fabius est indignée par les accords de Munich (1938) et se sent « patriote, cocardière et anti-allemande ».
Elle a 28 ans au moment de la déclaration de la Seconde Guerre mondiale. En novembre 1941, alors qu'elle se trouve à Marseille, s'engage dans la Résistance, au sein du réseau Alliance, spécialisé dans le renseignement et qui travaille en étroite liaison avec l'Intelligence Service britannique.
Elle se trouve alors dans l'obligation de confier sa fille Marie-Claude à Henriette Pichon (1888-1964), « juste parmi les nations ». 
Elle écrit : « [...] je prends non sans tristesse la décision de mettre Marie-Claude en pension au célèbre collège de Bouffémont qui s’est replié à Lapalisse, dans l’Allier. [...] Le département est interdit aux Juifs, cela me semble un endroit sûr. La directrice, Mme Pichon, qui sait à quoi s’en tenir, accepte de l’inscrire. (...). Je ne recommande pas grand chose à Marie-Claude, sinon — avec regret — de mentir et de ne jamais révéler ses origines, car seule Mme Pichon est au courant ».

### Ravensbrück
Arrêtée à Marseille par la Gestapo le 23 avril 1943, elle est incarcérée à la prison Saint-Pierre, puis transférée deux mois plus tard à Fresnes, où elle est placée au secret en qualité de « terroriste dangereuse ». Le 31 janvier 1944, elle part pour Ravensbrück dans le convoi de femmes dit « convoi des 27000 »,, en référence au numéro de matricule affecté dès l'entrée au camp : en effet, elle portait le numéro 27393. Elle tente de s'échapper, mais est vite rattrapée. Un dessin la représentant après sa capture et son incarcération au Strafblock est conservé au musée d'Art et d'Histoire du judaïsme. Le docteur Anne Spoerry lui sauve la vie en la cachant de janvier à avril 1945 à l'infirmerie du camp.
Libérée en avril 1945, quelques jours avant la capitulation de l'Allemagne, elle est accueillie par la Suède par l'entremise de la Croix-Rouge. Après un mois de coma profond, elle est envoyée en convalescence à Växjö, une bourgade du Småland dont l'école a été transformée en hôpital: « Nous fûmes admirablement reçues, nourries, choyées gâtées. J'affirmais alors que toutes nos épreuves valaient la peine d'avoir été vécues, puisqu'elles nous permettaient d'apprécier la générosité, la chaleur humaine, la bonté et le sens de l'hospitalité des habitants de cette petite ville suédoise. »

## Témoignage
Son ouvrage Un lever de soleil sur le Mecklembourg, constitue ses mémoires et plus particulièrement un témoignage du vécu quotidien des déportées.
Elle y raconte un singulier « incident » dont fut témoin son mari Robert, pris dans une rafle à Nice en octobre 1943 et envoyé dans une annexe parisienne du camp de Drancy qui avait été installée dans les grands magasins Lévitan « aryanisés » depuis 1941 :
« Les nazis faisaient transiter par "Lévitan" le mobilier et les œuvres d'art, fruits de leurs pillages systématiques des domiciles ou propriétés appartenant à des juifs. C'est ainsi que Robert vit arriver, avec beaucoup de tristesse, dans le dépôt où il travaillait à l'emballage des colis destinés à l'Allemagne, tout l'appartement de mon père, et en particulier une magnifique collection de porcelaines de Chine. Avec Georges Lévy, ils décidèrent d'emballer toutes les pièces, mais en les cassant d'abord. Cet acte de sabotage, qui aurait pu coûter cher à son auteur s'il avait été découvert, me causa un réel plaisir à mon retour. J'aurais souffert de savoir toutes ces admirables pièces de musée dans un foyer allemand. »
Odette Fabius est citée, dans Plus forte que la mort, parmi un groupe de femmes telles que Geneviève de Gaulle, Germaine Tillion, Simone Veil, Odette Abadi notamment, affirmant que la solidarité et l'amitié contribuèrent à leur survie,.

## Distinctions
Elle reçut les distinctions et décorations suivantes:
- Commandeure de la Légion d'honneur
- Croix de guerre 1939-1945
- Médaille de la Résistance française (24 avril 1946)[26]
- Médaille des évadés
- Croix du combattant volontaire de la guerre de 1939-1945
- Médaille de la déportation pour faits de Résistance

## Publication
- Un lever de soleil sur le Mecklembourg : mémoires, Paris, Albin Michel, 1986[27].  (ISBN 2-226-02626-6)